# Illa de Saba
Saba és una illa que formà part de les Antilles Neerlandeses i que des del 2010 és una municipalitat especial dels Països Baixos (Illes BES). El 2013 tenia 1991 habitants. És volcànica i la capital és The Bottom.